# Підводні човни типу «H» (Велика Британія)
Не варто плутати з американськими підводними човнами типу «H» часів Першої світової війни
Підводні човни типу «H» (англ. H-class submarine) — клас військових кораблів з 42 підводних човнів, що випускалися за часи Першої світової війни британськими, канадською та американськими суднобудівельними компаніями. Цей тип човнів був удосконаленою версією американського підводного човна типу «Holland 602». Цей клас підводних човнів Королівського флоту став окремим і випускався трьома серіями.

## Підводні човни типу «H»
Позначення
| №                                         | Корабель   | Закладено | Спущено        | У строю        | Статус |
| ----------------------------------------- | ---------- | --------- | -------------- | -------------- | --- |
| 1-ша серія ( Canadian Vickers, Монреаль)  |            |           |                |                | |
| 1                                         | HMS H1     |           | 11 січня 1915  | 26 травня 1915 | 7 березня 1921 року проданий на брухт |
| 2                                         | HMS H2     |           | 11 січня 1915  | 4 червня 1915  | 7 березня 1921 року проданий на брухт |
| 3                                         | HMS H3     |           | 11 січня 1915  | 3 червня 1915  | 15 липня 1916 року затоплений унаслідок підриву на міні у Которській затоці |
| 4                                         | HMS H4     |           | 11 січня 1915  | 5 червня 1915  | 30 листопада 1921 року проданий на брухт |
| 5                                         | HMS H5     |           | червень 1915   |                | 2 березня 1918 року затонув унаслідок зіткнення з суховантажним судном Rutherglen у бухті Кернарфон в Ірландському морі |
| 6                                         | HMS H6     |           | 10 червня 1915 | 1915           | 4 травня 1917 року проданий Королівському флоту Нідерландів, як O 8. 10 травня 1940 року з початком агресії Німеччини проти Нідерландів затоплений. Піднятий німцями і прийнятий на озброєння Крігсмаріне як UD-1, які використовували його як навчальний корабель. 3 травня 1945 року його затопили в гавані Кіля |
| 7                                         | HMS H7     |           | 19 травня 1915 | червень 1915   | 1921 році проданий на брухт |
| 8                                         | HMS H8     |           | 19 травня 1915 | червень 1915   | 29 листопада 1921 року проданий на брухт |
| 9                                         | HMS H9     |           | 22 травня 1915 | червень 1915   | 30 листопада 1921 року проданий на брухт |
| 10                                        | HMS H10    |           | 1915           | червень 1915   | 19 січня 1919 року зниклий безвісти у Північному морі |
| 2-га серія ( Fore River Shipyard, Квінсі) |            |           |                |                | |
| 11                                        | HMS H11    |           | 1915           | 1915           | 20 жовтня 1920 року проданий на брухт |
| 12                                        | HMS H12    |           | 1915           | 1915           | у квітні 1920 року проданий на брухт |
| 13                                        | HMS H13    |           | 2 липня 1915   | не вводився    | у 1917 році проданий США ВМС Чилі; 1949 році проданий на брухт |
| 14                                        | HMCS CH-14 |           | 3 липня 1915   | грудень 1915   | у червні 1919 році переданий ВМС Канади; 1927 році розібраний на брухт |
| 15                                        | HMCS CH-15 |           | 3 липня 1915   | 14 серпня 1918 | 7 лютого 1919 році переданий ВМС Канади; 1927 році розібраний на брухт |
| 16                                        | HMS H16    |           | 26 липня 1915  | не вводився    | у 1917 році проданий США ВМС Чилі; введений як Tegualda. 1945 році проданий на брухт |
| 17                                        | HMS H17    |           | 26 липня 1915  | не вводився    | у 1917 році проданий США ВМС Чилі; введений як Rucumilla. 1945 році проданий на брухт |
| 18                                        | HMS H18    |           | 26 липня 1915  | не вводився    | у 1917 році проданий США ВМС Чилі; введений як Guale. 1945 році проданий на брухт |
| 19                                        | HMS H19    |           | 26 липня 1915  | не вводився    | у 1917 році проданий США ВМС Чилі; введений як Quidora. 1945 році проданий на брухт |
| 20                                        | HMS H20    |           | 26 липня 1915  | не вводився    | у 1917 році проданий США ВМС Чилі; введений як Fresia. 1945 році проданий на брухт |

| №          | Корабель | Верф                                   | Закладено         | Спущено           | У строю           | Статус |
| ---------- | -------- | -------------------------------------- | ----------------- | ----------------- | ----------------- | --- |
| 3-тя серія |          |                                        |                   |                   |                   | |
| 21         | HMS H21  | Vickers Limited, Барроу-ін-Фернесс     |                   | 20 жовтня 1917    | 28 січня 1918     | 13 липня 1926 року проданий на брухт |
| 22         | HMS H22  | Vickers Limited, Барроу-ін-Фернесс     |                   | 14 листопада 1917 | 6 листопада 1918  | 19 лютого 1929 року проданий на брухт |
| 23         | HMS H23  | Vickers Limited, Барроу-ін-Фернесс     |                   | 29 січня 1918     | 25 травня 1918    | 4 травня 1934 року проданий на брухт |
| 24         | HMS H24  | Vickers Limited, Барроу-ін-Фернесс     |                   | 14 листопада 1917 | 30 квітня 1918    | 4 травня 1934 року проданий на брухт |
| 25         | HMS H25  | Vickers Limited, Барроу-ін-Фернесс     |                   | 27 квітня 1918    | 16 липня 1918     | 19 лютого 1929 року проданий на брухт |
| 26         | HMS H26  | Vickers Limited, Барроу-ін-Фернесс     |                   | 15 листопада 1917 | 29 грудня 1918    | 30 серпня 1935 року проданий на брухт |
| 27         | HMS H28  | Vickers Limited, Барроу-ін-Фернесс     | 18 березня 1917   | 12 березня 1918   | 29 червня 1918    | 18 серпня 1944 року розібраний на брухт |
| 28         | HMS H29  | Vickers Limited, Барроу-ін-Фернесс     | 19 березня 1917   | 8 червня 1918     | 14 вересня 1918   | 9 серпня 1926 року затонув при проведенні випробувань. Піднятий та 7 жовтня 1927 року розібраний на брухт                                                                   |
| 29         | HMS H30  | Vickers Limited, Барроу-ін-Фернесс     | 18 березня 1917   | 9 травня 1918     | 19 жовтня 1918    | 30 серпня 1935 року проданий на брухт |
| 30         | HMS H31  | Vickers Limited, Барроу-ін-Фернесс     | 19 квітня 1917    | 16 листопада 1918 | 21 лютого 1919    | 24 грудня 1941 року затонув у Біскайській затоці, підірвавшись на міні (ймовірно)                                                                                           |
| 31         | HMS H32  | Vickers Limited, Барроу-ін-Фернесс     | 20 квітня 1917    | 19 листопада 1918 | 14 травня 1919    | 18 жовтня 1944 року проданий на брухт |
| 32         | HMS H33  | Cammell Laird, Беркенгед               | 20 листопада 1917 | 24 серпня 1918    | 17 травня 1919    | 19 травня 1944 року проданий на брухт |
| 33         | HMS H34  | Cammell Laird, Беркенгед               | 20 листопада 1917 | 5 листопада 1918  | 10 вересня 1919   | у липні 1945 року проданий на брухт |
| 34         | HMS H41  | Armstrong Whitworth, Ньюкасл-апон-Тайн | 17 вересня 1917   | 26 липня 1918     | листопад 1918     | 18 жовтня 1919 року затонув у Блайті унаслідок корабельної аварії — зіткнення з мінним транспортом «Вулкан». 12 березня 1920 року розібраний на брухт                       |
| 35         | HMS H42  | Armstrong Whitworth, Ньюкасл-апон-Тайн | вересень 1917     | 21 жовтня 1918    | 1 травня 1919     | 23 березня 1922 року затонув на навчаннях поблизу мису Європа унаслідок зіткнення з есмінцем «Версатайл»                                                                    |
| 36         | HMS H43  | Armstrong Whitworth, Ньюкасл-апон-Тайн | 4 жовтня 1917     | 3 лютого 1919     | 25 листопада 1919 | у листопаді 1944 року проданий на брухт |
| 37         | HMS H44  | Armstrong Whitworth, Ньюкасл-апон-Тайн |                   | 17 лютого 1919    | 15 квітня 1920    | у 1944 році проданий на брухт |
| 38         | HMS H47  | William Beardmore & Company, Далмуїр   | 20 листопада 1917 | 19 листопада 1918 | 25 лютого 1919    | 9 липня 1929 року затонув унаслідок зіткнення з підводним човном HMS L12 біля Мілфорд Гейвен                                                                                |
| 39         | HMS H48  | William Beardmore & Company, Далмуїр   | 30 листопада 1917 | 31 березня 1919   | 23 червня 1919    | 30 серпня 1935 року проданий на брухт |
| 40         | HMS H49  | William Beardmore & Company, Далмуїр   | 21 січня 1918     | 15 липня 1919     | 25 жовтня 1919    | 18 жовтня 1940 року затоплений глибинними бомбами німецьких патрульних катерів UJ111, UJ116 і UJ118 під командуванням Вольфганга Кадена поблизу голландського острову Тесел |
| 41         | HMS H50  | William Beardmore & Company, Далмуїр   | 23 січня 1918     | 25 жовтня 1919    | 3 лютого 1920     | у липні 1945 року проданий на брухт |
| 42         | HMS H51  | Royal Navy Dockyard, Пембрук-Док       |                   | 15 листопада 1918 | 1 вересня 1919    | 6 червня 1924 року проданий на брухт |
| 43         | HMS H52  | Royal Navy Dockyard, Пембрук-Док       |                   | 31 березня 1919   | 16 грудня 1919    | 9 листопада 1927 року проданий на брухт |

- HMS H27, H35-H40, H45, H46, H53 і H54 — будівництво скасовано